# Тейл, Анри
Анри Тейл (нидерл. Henri Theil; 31 октября 1924 год, Амстердам, Нидерланды — 20 августа 2000 год, Сент-Огастин, Флорида, США) — голландский экономист, профессор экономики, президент Эконометрического общества в 1961 году, автор индекса Тейла и соавтор оценочной функции Тейла — Сена.

## Биография
Анри родился 31 октября 1924 года в Амстердаме, Нидерланды. Семья вместе с Анри переехала в Горинхем, а позже в Утрехт, где Анри окончил местную гимназию с отличием в 1942 году.
Тейл поступил в Утрехтский университет в 1942 году, но с началом Второй мировой войны был арестован как нелояльный режиму студент и посажен в тюрьму в Вюгт (Нидерланды), затем был переведён в Амерсфорт, где был освобождён в 1945 году. В сентябре 1945 года поступил в Амстердамский университет, где в 1951 году был удостоен докторской степени (Ph.D.) с отличием. Научным руководителем докторской диссертации был Питер Хеннипман.
Работал научным сотрудником в Центральном бюро планирования в Гааге в 1951—1953 годах. Затем получил должность профессора эконометрики в Нидерландской школе экономики, после того как этот пост покинул Ян Тинберген. В 1956 году Тейл основал Эконометрический институт при Университете Эразма Роттердамского, где он проработал в 1956—1966 годах.
В 1964—1965 годах Тейл был приглашённым профессором эконометрики, а в 1966—1981 годах — профессором эконометрики и директором Центра математических исследований в бизнесе и экономики при Чикагском университете. В 1981—1994 годах был профессором во Флоридском университете. В 1994 году вышел на пенсию.
Анри был членом и президентом Эконометрического общества в 1961 году, членом-корреспондентом Королевской академии наук и искусств Нидерландов с 1980 года, почётный доктор Чикагского университета с 1964 года, Брюссельского свободного университета с 1973 года, Университета Эразма Роттердамского с 1983 года.
Анри Тейл умер 20 августа 2000 года в Сент-Огастин, штат Флорида, США.
Семья
Анри Тейл женился в 1951 году в Амстердаме на Лоре Гольдшмидт.

## Вклад в науку
Тейл известен как автор индекса Тейла и соавтор оценочной функции Тейла — Сена.